# Agnes von Hessen

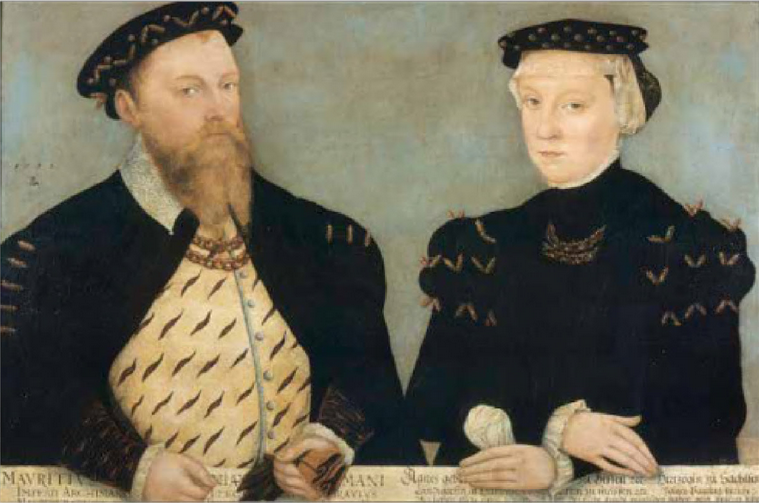
Agnes von Hessen mit ihrem Mann Moritz, Doppelporträt von Lucas Cranach d. J. (1559), Dresden

Agnes von Hessen (* 31. Mai 1527 in Marburg; † 4. November 1555 in Weimar) war Kurfürstin von Sachsen.

## Leben
Agnes, Tochter des Landgrafen Philipp von Hessen und seiner ersten Ehefrau Christine von Sachsen, war seit frühster Kindheit mit Erich II. von Braunschweig-Calenberg verlobt, der die Verlobung 1543 auflöste. Stattdessen heiratete sie am 9. Januar 1544 den Herzog und späteren Kurfürsten Moritz von Sachsen. Aus ihrer Ehe gingen zwei Kinder hervor: Anna von Sachsen (* 23. Dezember 1544; † 18. Dezember 1577) und Albrecht (* 28. November 1545; † 12. April 1546). Die Ehe der Beiden war nicht arrangiert, sondern von Moritz und Agnes selbst durchgesetzt, was zu dieser Zeit äußerst ungewöhnlich war. Die erhalten gebliebenen Briefe dokumentieren die anhaltende Freundschaft und das gegenseitige Vertrauen der Eheleute. Agnes war auch über die politischen Pläne ihres Mannes informiert. Nach dem Tod ihrer Mutter Christine 1549 bemühte sie sich sehr um die Erziehung ihrer jüngeren Geschwister.
Kurfürst Moritz starb am 9. Juli 1553 an den Folgen seiner Verwundung in der Schlacht bei Sievershausen. Seine Witwe Agnes wurde am 26. Mai 1555 mit Herzog Johann Friedrich II. von Sachsen verheiratet, war zu dieser Zeit aber bereits von schlechter Gesundheit und starb ein halbes Jahr später an den Folgen einer Fehlgeburt. Im Chor der Kirche St. Peter und Paul zu Weimar klagt jedoch ein unbekannter Verfasser einen Giftmord an. Über die tatsächliche Todesursache kann derzeit nur spekuliert werden. Für einen Mord spräche die Tatsache, dass Agnes von Hessen in das rivalisierende Fürstengeschlecht verheiratet wurde. Deshalb könnten die Albertiner oder einzelne Familienmitglieder befürchtet haben, Agnes könnte Geheimnisse in das verfeindete Lager der Ernestiner tragen.

## Quelle
- Politische Korrespondenz des Herzogs und Kurfürsten Moritz von Sachsen, 6 Bde., Berlin 1902–2006